# Idriss Boudrioua
Idriss Boudrioua (* 12. Mai 1958 in Palaiseau/Île-de-France, Frankreich) ist ein französisch-brasilianischer Saxophonist.

## Leben
Boudrioua studierte ab dem elften Lebensjahr am Konservatorium von Arpajon (Frankreich) Saxophon. 1981 wirkte er zusammen mit den Brasilianern Cesário Alvim (Bass) und Claudio Roditi (Trompete) an einem Album des Pianisten Jean-Pierre Mas mit und spielte auf Einladung von Roditi in Jam-Sessions mit Chet Baker, Bob Mover und Tânia Maria. Im gleichen Jahr übersiedelte er nach Brasilien, wo er 1982 unter Leitung von Maestro Cipó auftrat und neben Roditi und Romero Lubambo der Band des Nachtclubs Da Vinci Bar angehörte. Später bildete er ein Quartett mit Lubambo, Nilson da Matta und Vanderley Pereira.
1982 begleitete er als Mitglied des Orchesters Ed Lincolns die Sängerin Joanna auf einer Konzerttournee durch den Nordosten Brasiliens. Im Folgejahr spielte er im Orchester von Célia Vaz, trat beim Festival de Jazz de Brasília mit der Gruppe Garage (mit Claudio Infante, Schlagzeug, Arthur Maia, Bass, Paulinho Soledade, Gitarre) auf und bildete ein Trio mit dem Pianisten João Carlos Assis Brasil und dem Cellisten David Chew. 1986 erschien seine erste LP Esperança mit mehreren eigenen Kompositionen. Auch auf seiner zweiten LP Jamal (1987) war er mit eigenen Kompositionen vertreten.
Im Jahr 1988 nahm er an einer Konzerttournee mit Johnny Alf und Fátima Guedes teil und nahm mit Nico Assumpção, Paulo Russo, Marinho Bofa, Paulo Belinetti und Paulo Braga das Album 30 anos da Nova Bossa auf. 1990 bildete er ein Duo mit Luiz Eça und schloss sich der Band der Sängerin Rosa Passos an, die er in den folgenden Jahren bei Auftritten in ganz Brasilien und im Ausland begleitete.
Anfang der 1990er Jahre trat er mit Musikern wie dem Gitarristen Alex Carvalho, dem Trompeter Jean Loup Longnon und den Saxophonisten Steve Grossman und Jim Snidero auf. 1993 spielte er mit Toninho Horta bei Mistura Internacional, schloss sich der Band von Leny Andrade an und gründete mit dem Gitarristen Alex Carvalho das Duo Jazz. 1996 trat er erneut, diesmal als Begleitung von Johnny Alf, beim Free Jazz Festival auf. 1997 kehrte er nach Paris zurück, wo er mit dem Sextett von Jean Loup Longnon an verschiedenen Orten spielte. Zugleich trat er mit Marcos Valle im Jazz Café in London auf. Mit Rosa Passos gastierte er 1998 einen Monat lang im Sabba Space in Tokio.
Mit Claudio Roditi, Paquito D’Rivera und Raul de Souza nahm Boudrioua 1999 am Bern Jazz Festival teil, auf Einladung des kanadischen Saxophonisten Jean Pierre Zanella 2001 am Montreal International Jazz Festival. Im Jahr 2004 schloss er sich dem Quartett von Michel Legrand an, mit dem er 12 Auftritte im Mistura Fina in Rio de Janeiro hatte und die CD Legrand-Eça aufnahm. Im selben Jahr veröffentlichte er die CD Paris-Rio, die ausschließlich seine eigenen Kompositionen enthielt. 2010 trat er mit Vitor Gonçalves (Klavier), Sérgio Barrozo (Bass) und Zazá Desidério (Schlagzeug) mit eigenen Kompositionen beim von Charles Rio veranstalteten Festival de Jazz Café Pequeno auf.

## Diskographie
- Esperança, 1986
- Jamal, 1987
- Central Park West (mit Alexandre Carvalho), 1996
- Joy spring, 2000
- Saxofonia (mit Renato Buscatio, Sueli Faria, Fernando Trocado), 2002
- Paris-Rio, 2004
- Base & Brass, 2007
- Base & Brass II, 2013